# Tiou
Tiou.- Pleme američkih Indijanaca porodice Tonikan nastanjeno u kasnom 17. stoljeću na gornjem toku rijeke Yazoo u Mississippiju, a kasnije (1699.) malaze se dijelom naseljavaju među Natcheze. Ime Tiou, kaže Swanton, nepoznatog je značenja, i nije u vezi s imenom Sioux. Diron d'Artaguiette (1916) dokazuje da jezično pripadaju porodici Tonikan. 
Ime Tioua pojavljuje se prvi puta na mapi iz 1697. godine, a ubilježena su dva njihova 'grada'. Godine 1699. naseljavaju su među Natchezima, jer su, kaže Antoine-Simon Le Page du Pratz (1758.), protjerani od moćnih Chickasawa. Kao posvojeno pleme među Natchezima oni su, po svoj prilici, izgradili naselje poznato kao Tougoulas. Do 2. polovice 18. stoljeća o njima se više ništa ne čuje.

## Vanjske poveznice
- Tioux Indians